# Ladislav Jurkemik
Ladislav Jurkemik (* 20. července 1953, Jacovce) je bývalý slovenský fotbalista a trenér.

## Reprezentační kariéra
Juniorský mistr Evropy (1972), v A-týmu poprvé nastoupil jako 22letý 7. června 1975 do přátelského zápasu proti Rakousku. Mezi úspěchy patří: 1. místo na ME 1976, třetí místo na ME 1980. Účast na MS ve fotbale 1982. Poslední zápas odehrál 30. listopadu 1983 proti Rumunsku. Reprezentoval 57krát, dal 3 góly.

## Klubová kariéra
Kopanou začal v rodišti nejdříve na křídle, později přešel v Topolčanech do zálohy a nakonec hrál na místě stopera, volného hráče. Hráč Interu Bratislava (1971–1980, 1981–1984), Dukly Banská Bystrica (1980–1981), FC St. Gallen (1984–1988), FC Chur (1989–1992). Posledním týmem byl rakouský SK Sturm Graz v letech 1992–1993. V československé lize nastoupil ve 318 utkáních a vstřelil 53 gólů. Stal se proslulým střelbou z přímých kopů. V Poháru UEFA nastoupil ve 14 utkáních a dal 4 góly.

## Ligová bilance
| Ročník                                   | Zápasy | Góly | Klub                  |
| ---------------------------------------- | ------ | ---- | --------------------- |
| 1. československá fotbalová liga 1971/72 | 14     | 1    | Inter Bratislava      |
| 2. československá fotbalová liga 1972/73 | -      | -    | Inter Bratislava      |
| 1. československá fotbalová liga 1973/74 | 29     | 4    | Inter Bratislava      |
| 1. československá fotbalová liga 1974/75 | 28     | 8    | Inter Bratislava      |
| 1. československá fotbalová liga 1975/76 | 28     | 3    | Inter Bratislava      |
| 1. československá fotbalová liga 1976/77 | 28     | 8    | Inter Bratislava      |
| 1. československá fotbalová liga 1977/78 | 21     | 0    | Inter Bratislava      |
| 1. československá fotbalová liga 1978/79 | 30     | 6    | Inter Bratislava      |
| 1. československá fotbalová liga 1979/80 | 30     | 6    | Inter Bratislava      |
| 1. československá fotbalová liga 1980/81 | 26     | 4    | Dukla Banská Bystrica |
| 1. československá fotbalová liga 1981/82 | 29     | 5    | Inter Bratislava      |
| 1. československá fotbalová liga 1982/83 | 30     | 5    | Inter Bratislava      |
| 1. československá fotbalová liga 1983/84 | 25     | 3    | Inter Bratislava      |
| CELKEM 1. československá liga            | 318    | 53   |                       |

## Trenérská kariéra
V posledních letech se mu hráčská kariéra překrývala s trenérskou, začal trénovat v FC Chur, jako hrající trenér tu působil v letech 1989–1992. V sezóně 1992–1993 vedl SK Sturm Graz, potom sa postavil na lavičku v Spartaku Trnava (1993–1994). Sezónu nedokončil, několik kol před koncem ho vystřídal Justín Javorek a Ladislav Jurkemik odešel do rakouského Kapfenbergu (roky 1994–1996). Následoval tým Tauris Rimavská Sobota, který vedl v sezóně 1997–1998. Potom působil v MŠK SCP Ružomberok a v létě 1999 podepsal roční smlouvu s týmem VTJ Koba Senec, nováčkem slovenské nejvyšší soutěže. V září 2000 vystřídal na lavičce MŠK Žilina Jozefa Barmoše a v ročníku 2000–2001 získal tým mistrovský titul.
Začátkem roku 2002 nastoupil do funkce hlavního trenéra slovenské fotbalové reprezentace. Reprezentační tým vedl do roku 2003. Jako trenér působil u slovenského týmu do 21 let (2004) a byl i generálním manažerem Interu Bratislava. V březnu 2008 sa stal trenérem MFK Ružomberok, v klubu byl do konce sezóny. Po skončení se na novém angažmá dohodl s prvoligovým českým mužstvem 1. FC Slovácko. V březnu 2011 se vrátil počtvrté do MFK Ružomberok.